# Processus Oppenheimer-Phillips
Le processus Oppenheimer-Phillips (ou strip reaction en anglais) est une réaction nucléaire induite par un bombardement de deutérons. Dans ce processus, un deutéron (composé d'un neutron et d'un proton) se rapproche suffisamment du noyau atomique pour fusionner avec le noyau, réaction suivie de l'expulsion d'un proton, ce qui crée un isotope plus lourd de l'atome. Ce processus peut former un atome de carbone 13 à partir d'un atome de carbone 12.

## Description
Le processus Oppenheimer-Phillips (« processus O-P ») a été expliqué pour la première fois par Robert Oppenheimer et Melba Phillips en 1935, après avoir étudié des expériences menées à l'université de Californie à Berkeley avec le cyclotron mis au point par Ernest Orlando Lawrence,. À la suite des bombardements de deutérons, des paires neutron-proton, certains éléments chimiques deviennent radioactifs.
La réaction nucléaire induite pendant le processus O-P demande une énergie moindre que ce qu'aurait prédit un calcul qui tient seulement compte de la barrière coulombienne entre un deutéron et un noyau atomique. En effet, lorsqu'un deutéron s'approche du noyau d'un atome, le proton est repoussé vers l'arrière de la paire qui poursuit sa trajectoire. La fusion survient quand l'énergie de liaison nucléaire du neutron et du noyau dépasse celle du deutéron. Ensuite, un proton est expulsé du noyau, devenu plus lourd, à cause de la répulsion électrostatique.
Lors du processus O-P, la partie la plus positive du deutéron subit une polarisation spatiale et se positionne de préférence à l'une des deux extrémités de la distribution de densité du deutéron. Lorsque le deutéron s'approche du noyau cible, la charge positive est repoussée par le champ électrique jusqu'à ce que, en supposant que l'énergie incidente n'est pas suffisamment élevée pour vaincre la barrière coulombienne, l'extrémité « proton » s'approche à une distance critique du noyau. Si l'extrémité « neutron » est suffisamment proche pour subir une force forte qui dépasse la force de répulsion électrostatique subie par l'extrémité « proton », alors la fusion avec le noyau peut survenir. La réaction s'établit ainsi, X représentant un atome quelconque :
2D + AX → A+1X + 1H
Pendant le processus O-P, alors que le deutéron fusionne avec le noyau, l'énergie de liaison du deutéron force l'extrémité « proton » à s'approcher plus près du noyau qu'un proton seul aurait pu faire, augmentant ainsi l'énergie potentielle de la charge positive. Pendant que le neutron est capturé, le noyau instable éjecte donc un proton qui emporte une plus grande énergie cinétique que celle apportée par le deutéron. Le nouveau noyau est donc dans un état d'énergie plus bas, comme si le neutron lui avait apporté une énergie cinétique négative. Il existe une limite supérieure à la quantité d'énergie que peut emporter un proton éjecté, elle dépend de l'état fondamental du noyau avant le processus,.